# 安藤秋三郎
安藤 秋三郎（あんどう あきさぶろう、1876年（明治9年）12月28日 - 1962年（昭和37年）3月11日）は日本の教育者。大正時代から昭和中期にかけて、尾張地方の人材教育に尽力した。

## 経歴
1876年（明治9年）12月28日、愛知県丹羽郡重吉村（現：愛知県一宮市丹陽町重吉）で出生。生家は農業を営んでいた。地元の高等小学校を卒業後、尋常小学校の代用教員となる。その後愛知県尋常師範学校、東京高等師範学校を卒業後、明治37年（1904年）に北海道庁立上川中学校（現：北海道旭川東高等学校）生物科教員。上川中学に在籍中の明治40年、小泉秀雄含め教諭ら5人と高校生らのグループで初めての大雪山の植物収集調査を行う。
さらに京都帝国大学法学部政治学科進学を経て大正4年（1915年）、愛知県名古屋市東区に「在養社学寮」を開設。1944年（昭和19年）に閉寮するまで多くの若者の教育を担った。一方、地方人材の育成のため1917年（大正6年）に一宮市浅野の地に「興民義塾」を創設。初等教育のみしか受けていない青年の教育を無償で受け入れた。妻は衆議院議員も務めた長谷川亀一郎の次女で、家庭裁判所第一号調停員になった、てい1886年(明治19年)6月24日生。高齢のため1961年（昭和36年）に閉塾するまで500人近くが卒業した。1962年（昭和37年）3月11日、老衰のため死去。85歳。